# Guaracava-de-topete-vermelho
Elénia-de-crista-ruiva ou guaracava-de-topete-vermelho (Elaenia ruficeps) é uma espécie de ave da família Tyrannidae.
Pode ser encontrada nos seguintes países: Brasil, Colômbia, Guiana Francesa, Guiana, Suriname e Venezuela.
Os seus habitats naturais são: florestas subtropicais ou tropicais húmidas de baixa altitude e matagal árido tropical ou subtropical.